# Meat Loaf
Marvin Lee Aday (27. září 1947, Dallas – 20. ledna 2022) byl americký rockový a pop-rockový zpěvák a herec, a vůbec jedna z největších ikon rockové scény. Známý byl i díky své nemalé hmotnosti. Přezdívku Meat Loaf („Sekaná“) dostal už na střední škole.
Od svých 20 let žil v Los Angeles, kde vystupoval se skupinou Meat Loaf Soul (později Popcorn Blizzard). Tamtéž v r. 1970 začíná zpívat v představení muzikálu Hair. Krátce pak působí v duu se zpěvačkou Stoney. V letech 1972–76 absolvuje další muzikálové role (od r. 1973 v newyorském divadle Rainbow) a při jedné z nich se v r. 1974 seznamuje s dramatikem Jimem Steinmanem, pozdějším úzkým spolupracovníkem. Ten se stává ústředním skladatelem jeho repertoáru.
V r. 1974 hrál Meat Loaf ve filmu Rocky Horror Picture Show. Úspěch zaznamenal také v Anglii. Steinman pak také vedl jeho koncertní kapelu, v níž byla zpěvákovou partnerkou Karla De Vito a od r. 1981 Pamela Moore. V r. 1979 dostal Meat Loaf role ve filmech Americathon (1979) a Roadie (1980).
Jeho album Bat Out of Hell bylo k roku 2009 5. nejprodávanější album všech dob – prodalo se jich přes 43 mil.
Velkou slávu mu přineslo album Deadringer (1981), na němž má výrazný podíl i Todd Rundgren. Album (obsahuje i hitový duet se zpěvačkou Cher, Dead Ringer For Love) se dostalo na 1. místo britské hitparády. Poté ale následoval částečný pokles popularity. V r. 1988 hrál ve filmu Out Of Bounds. Velký comeback znamenalo album Bat Out Of Hell II – Back Into Hell (1993), opět natočené ve spolupráci se Steinmanem. Z něho pochází i hit „I'd Do Anything For Love (But I Won't Do That)“, znamenající vrchol americké hitparády. Stejný úspěch zaznamenalo také album. V r. 1998 si Meat Loaf zahrál v muzikálu Down The Wind.
V roce 2010 vydal Meat Loaf desku s názvem Hang Cool Teddy Bear, která mu podle jeho slov zachránila umělecký život.
V souvislosti s touto deskou zpěvák uvedl, že zbožňuje, když jeho album vypráví nějaký příběh.
Meat Loaf se snažil už od „Bat Out Of Hell“ ke každému albu zpracovávat koncepty. Chtěl, aby jeho dílo něco reprezentovalo, aby měl pevné základy se silným příběhem. Nechtěl totiž vydávat jen jakési sbírky skladeb. Právě s Robem Cavallem začal nejvíc v tomto směru pracovat, protože prý přesně rozumí tomu, čeho chce Meat Loaf dosáhnout.

## Diskografie

### Studiová alba
- 1971 Stoney & Meat Loaf
- 1977 Bat Out of Hell
- 1981 Dead Ringer
- 1983 Midnight at the Lost in Found
- 1984 Bad Attitude
- 1986 Blind Before I Stop
- 1993 Bat Out of Hell II: Back into Hell
- 1995 Welcome to The Neighborhood
- 2003 Couldn't Have Said It Better
- 2006 Bat out of Hell III: The Monster Is Loose
- 2010 Hang Cool Teddy Bear
- 2011 Hell in a Handbasket
- 2016 Braver Than We Are

### Koncertní alba
- 1987 Live at Wembley
- 1996 Live Around the World
- 1998 VH1: Storytellers
- 2004 Bat Out of Hell: Live with the Melbourne Symphony Orchestra
- 2010 Meat Loaf Live in Dublin

## Herecká filmografie
- Králové ro(c)ku (2006)
- Masters of Horror / Pelts (2006)
- Extrémní seznamka (2004)
- A Hole in One (2003)
- Formula 51 (2003)
- Learning Curves (2002)
- Wishcraft (2002)
- The Salton Sea (2002)
- Face to Face (2001)
- Polish Spaghetti (2001)
- The 51st State (2001)
- Focus (2001)
- Rustin (2001)
- Blacktop (2000)
- A Tekerölantos naplója (1999)
- Klub rváčů (1999)
- Crazy in Alabama (1999)
- Outside Ozona (1998)
- The Mighty (1998)
- Black Dog (1998)
- Gunshy (1998)
- Spice World (1997)
- Leap of Faith (1992)
- The Gun in Betty Lou's Handbag (1992)
- Wayne's World (1992)
- Motorama (1991)
- The Squeeze (1987)
- Out of Bounds (1986)
- Dead Ringer (1981)
- Roadie (1980)
- Scavenger Hunt (1979)
- Americathon (1979)
- The Rocky Horror Picture Show (1975)
- State Fair (1962) (as an extra)